# Ramūnas Vyšniauskas
Ramūnas Vyšniauskas (Klaipėda, URSS, 23 de septiembre de 1976) es un deportista lituano que compitió en halterofilia.
Ganó cuatro medallas en el Campeonato Europeo de Halterofilia entre los años 2005 y 2009. Participó en cuatro Juegos Olímpicos de Verano, entre los años 1996 y 2008, ocupando el quinto lugar en Atenas 2004 en la categoría de 105 kg.

## Palmarés internacional
| Campeonato Europeo | Campeonato Europeo          | Campeonato Europeo | Campeonato Europeo |
| Año                | Lugar                       | Medalla            | Categoría          |
| ------------------ | --------------------------- | ------------------ | ------------------ |
| 2005               | Sofía (Bulgaria)            | Medalla de bronce  | 105 kg             |
| 2006               | Władysławowo (Polonia)      | Medalla de bronce  | 105 kg             |
| 2008               | Lignano Sabbiadoro (Italia) | Medalla de plata   | 105 kg             |
| 2009               | Bucarest (Rumania)          | Medalla de bronce  | 105 kg             |